# Emmaste (commune)
Emmaste (en estonien : Emmaste vald) est une ancienne commune rurale située dans le comté de Hiiu en Estonie.

## Géographie

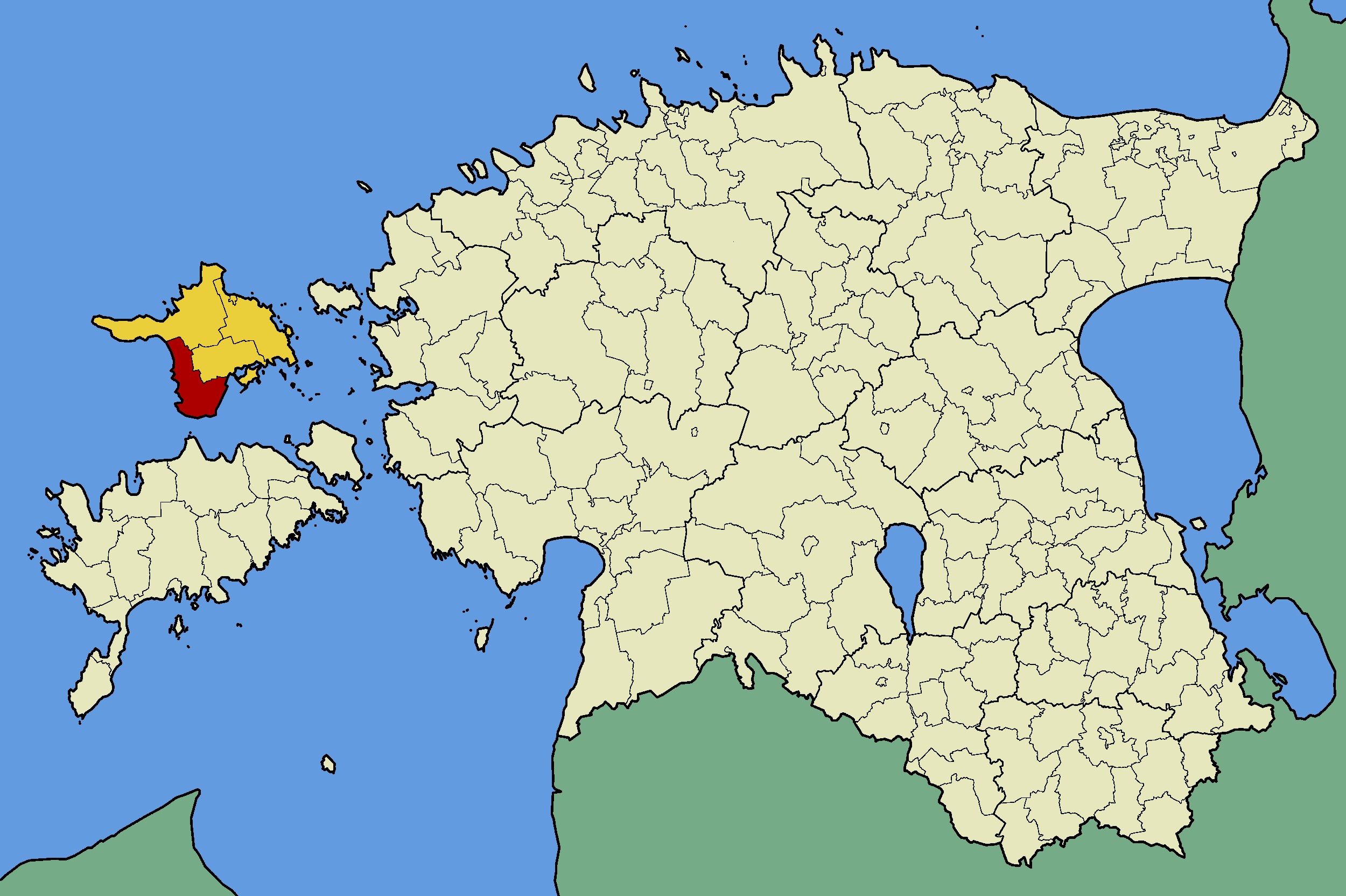
La commune de Emmaste (rouge) dans le comté de Hiiu (jaune).

La commune s'étendait sur 197 km2 au sud de l'île de Hiiumaa et comprenait le village d'Emmaste et 42 autres :
Haldi, Haldreka, Harju, Hindu, Härma, Jausa, Kabuna, Kaderna, Kitsa, Kurisu, Kuusiku, Kõmmusselja, Külaküla, Külama, Laartsa, Lassi, Leisu, Lepiku, Metsalauka, Metsapere, Muda, Mänspe, Nurste,  Ole, Prassi, Prähnu, Pärna, Rannaküla, Reheselja, Riidaküla, Selja, Sepaste, Sinima, Sõru, Tilga, Tohvri, Tärkma, Ulja, Valgu, Vanamõisa, Viiri, Õngu.

## Histoire
En octobre 2017, elle est fusionnée avec les autres communes du comté de Hiiu pour former la nouvelle commune de Hiiumaa.

## Démographie
La population était en baisse constante et comptait 1 193 habitants en 2011.